# كلايف ووكر (لاعب كرة قدم)
كلايف ووكر (بالإنجليزية: Clive Walker)‏ (24 أكتوبر 1945 في المملكة المتحدة - ) هو مدرب كرة قدم ولاعب كرة قدم بريطاني في مركز الدفاع. لعب مع إبسفليت يونايتد وليستر سيتي ونادي نورثامبتون تاون ونادي مانسفيلد تاون ونادي تشيلمسفورد.

## وصلات خارجية
- كلايف ووكر على موقع قاعدة بيانات كرة القدم.إي يو (الإنجليزية)